# يورن لوند
يورن لوند (بالدنماركية: Jørn Lund)‏ مواليد 26 أغسطس 1944 في الدنمارك، هو دراج دانمركي سابق. سبق أن شارك في دورة الألعاب الأولمبية الصيفية وفاز بميدالية أولمبية.

## الميداليات
| الميدالية | المسابقة                       |
| --------- | ------------------------------ |
| برونزية   | الألعاب الأولمبية الصيفية 1976 |

## روابط خارجية
- يورن لوند على موقع أرشيف الدراجات (الإنجليزية)
- يورن لوند على موقع إحصائيات الدراجات الإحترافية (الإنجليزية)
- يورن لوند على موقع اللجنة الأولمبية الدولية (الإنجليزية)
- يورن لوند على موقع أوليمبيديا (الإنجليزية)